# Physocarpus
Physocarpus ist eine Pflanzengattung aus der Familie der Rosengewächse (Rosaceae).

## Beschreibung
Physocarpus sind unbestachelte, laubabwerfende Sträucher, deren Rinde sich in dünnen Streifen abschält. Ihre Blätter stehen wechselständig sind dreifach gelappt, die unverwachsenen Nebenblätter sind früh hinfällig.
Der Blütenstand ist eine endständige, rundliche bis scheintraubenförmige Traube. Die Blüten sind zwittrig und fünfzählig. Der Blütenbecher ist glockenförmig und oben offen, ein Außenkelch fehlt, ein Diskus ist oft erkennbar. Die Kelchblätter grenzen aneinander, überdecken einander aber nicht, die Kronblätter sind weiß. Die Staubblätter sind zahlreich. Es gibt zwei bis fünf am Ansatz miteinander verwachsene Stempel und zwei bis vier Samenanlagen.
Die Frucht ist eine kurzgestielte, aufgeblähte, große Sammelbalgfrucht, die aus dem Blütenbecher heraussteht, die Früchte öffnen sich entlang der Nähte. Die wenigen Samen haben eine glänzende, harte Außenhaut.

## Verbreitung
Die Gattung findet sich fast vollständig in Nordamerika mit der Ausnahme von Physocarpus amurensis in Nordostasien. Sie wächst meist an Flussufern oder ähnlich feuchten Standorten.
Die Schneeballblättrige Blasenspiere (Physocarpus opulifolius) ist in Europa ein verbreiteter Zierstrauch und tritt zunehmend als Gartenflüchtling auf.

## Systematik

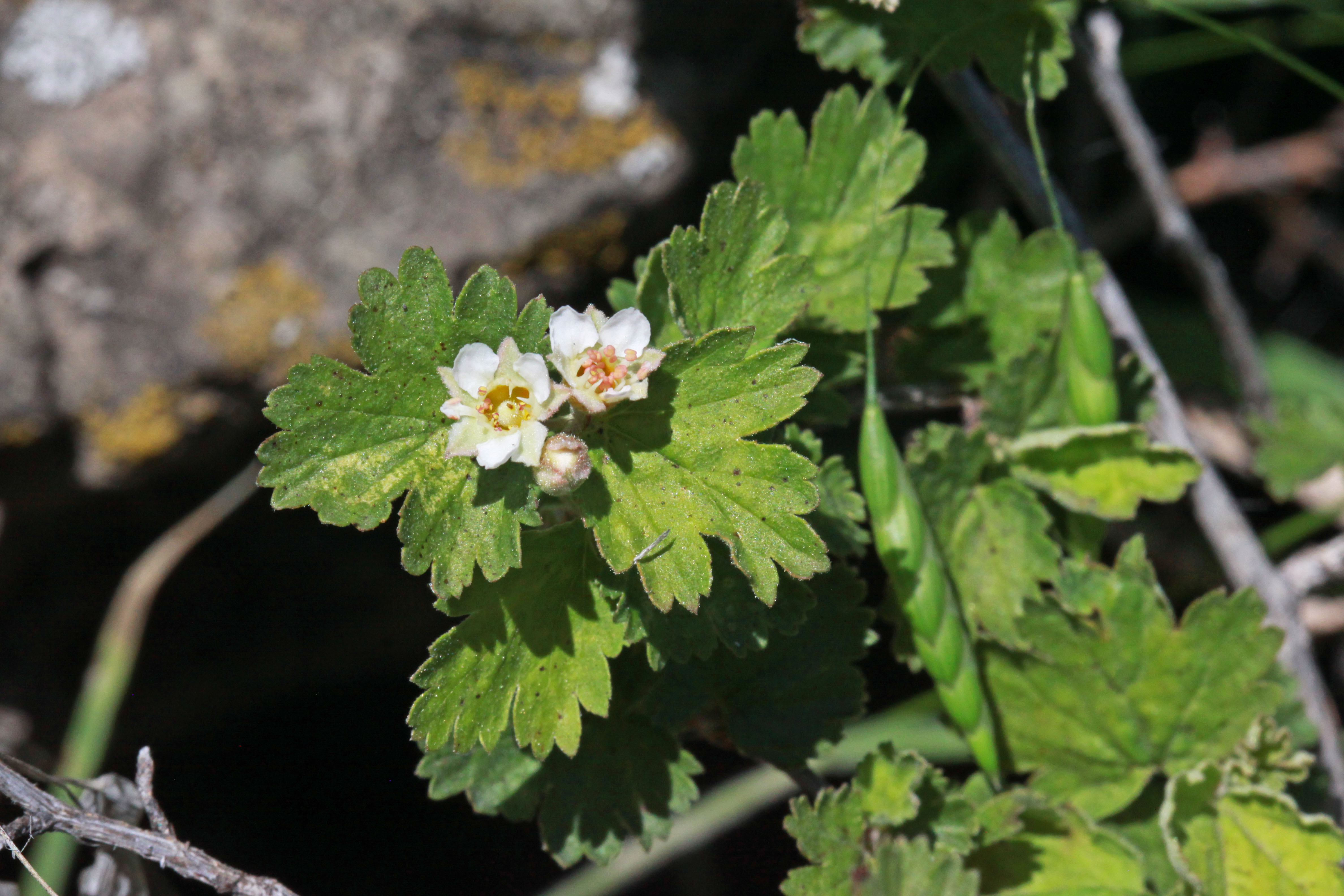
Physocarpus alternans

Die Gattung wurde 1824 von Jacques Cambessèdes als Sektion der Spiraea erstbeschrieben und 1838 durch Constantine Samuel Rafinesque als eigene Gattung etabliert. Sie wird eingeordnet in die Tribus Neillieae der Unterfamilie Spiraeoideae. Es werden rund zehn Arten unterschieden, darunter:
- Physocarpus alternans (M.E.Jones) J.T.Howell: Sie kommt in den westlichen Vereinigten Staaten vor.[2]
- Physocarpus amurensis (Maxim.) Maxim.: Sie kommt in China, im nördlichen Korea und im fernöstlichen asiatischen Russland vor.[3]
- Physocarpus bracteatus (Rydb.) Rehder: Sie kommt in Colorado vor.[3]
- Physocarpus capitatus (Pursh) Kuntze: Sie kommt in Alaska, in British Columbia, in Washington, Oregon, Idaho und in Kalifornien vor.[3]
- Physocarpus glabratus (Rydb.) Rehder: Sie wurde aus Colorado erstbeschrieben.
- Physocarpus malvaceus (Greene) Kuntze: Sie kommt im westlichen Kanada und in den westlichen Vereinigten Staaten vor.[3]
- Physocarpus monogynus (Torr.) J.M.Coult.: Sie kommt in den westlichen und zentralen Vereinigten Staaten vor.[2]
- Schneeballblättrige Blasenspiere (Physocarpus opulifolius (L.) Maxim.)